# Usina da Serra
A Usina da Serra, também conhecida como Usina açucareira da Serra, localiza-se em Ibaté (SP), na divisa com o município de São Carlos (SP).
Produz álcool e açúcar e com o sub-produto de sua operação (bagaço da cana) gera 2400 kW de energia elétrica.

## Dados gerais
Esta unidade situa-se na região central do estado de São Paulo, possuindo diversos aspectos positivos; como seu terreno é altamente fértil, com relevo topográfico propício à colheita mecanizada, e ao lado de importantes malhas rodoviárias.
A usina foi fundada em 1953, por Ivo Morganti, que construiu conjuntamente com a usina, uma colônia para os empregados.
Em 1998, a empresa foi incorporada pelo Grupo Cosan.
Mesmo com esses benefícios, os investimentos em pesquisas por fontes alternativas de energia resultaram em um processo de cogeração de energia elétrica no qual a Usina, além de se tornar auto-suficiente, vende do excedente.
Em 2004, a unidade comercializou cerca de 27.000 MW/h, gerando uma nova fonte de receita para a Cosan.

### Capacidade instalada
- Moagem: 10.000 toneladas / dia
- Açúcar: 24.000 sacas / dia
- Etanol: 340 m³ / dia
- Potência: 15,0 MW